# Bisdom Novara
Het bisdom Novara (Latijn: Dioecesis Novariensis; Italiaans: Diocesi di Novara) is een in Italië gelegen rooms-katholiek bisdom met zetel in de stad Novara in de gelijknamige provincie. Het bisdom behoort tot de kerkprovincie Vercelli, en is, samen met de bisdommen Alessandria, Biella en Casale Monferrato, suffragaan aan het aartsbisdom Vercelli.

## Geschiedenis
Het bisdom werd opgericht in 398 door paus Siricius en suffragaan aan het aartsbisdom Milaan. Op 14 maart 1530 werd een deel van het grondgebied afgestaan ten behoeve van de oprichting van het bisdom Vigevano. Op 17 juli 1817 werd Novara suffragaan aan Vercelli.
In 2007 werden, in het kader van het motu proprio Summorum Pontificum, in het bisdom drie parochies opgericht voor de klassieke Romeinse Ritus. 

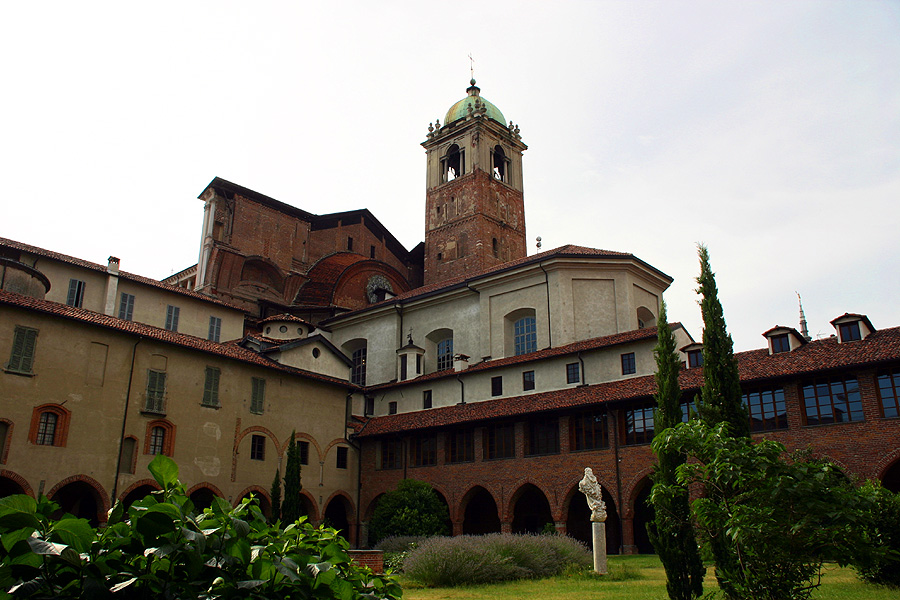
Kathedraal van Novara